# Heribert Torsson
Heribert Torsson, född 25 maj 1896 i Kristianstad, död 22 december 1955 i Hörby, var en svensk målare, grafiker och poet.
Torsson var son till dekorationsmålaren Per Sjövall och Matilda Torsson. Han visade tidigt intresse för teckning och målning och fick i sin ungdom handledning av Elise Bergman och Emilia Lönblad. När han var 17 år gick han till sjöss och efter några år som sjöman bosatte han sig i Köpenhamn. Där studerade han sporadiskt måleri för JO Jacobsen och Karl Isakson. Därefter förde han ett kringflackande liv som bland annat clown i cirkusturnéer i de baltiska länderna, tecknare för de småländska glasbruken och i Norrland, där han följde med samerna på deras vandringar. 
Någon gång i början av 1920-talet bosatte han sig i Skåne, där han huvudsakligen var verksam som målare av romantiska stämningslandskap. Separat ställde han bland annat ut i Åhus, Katrineholm, Eskilstuna, Karlshamn och Hörby. Tillsammans med Rune Häggquist ställde han ut i Kristianstad 1944 och han medverkade i några samlingsutställningar. Som konstlärare undervisade han under flera år i Arbetarnas bildningsförbunds konstcirklar i Hörby. Som diktare medverkade han i olika tidskrifter och kort tid före sin död planerade han att utge ett urval i diktsamlingen Bubblor från djupet.  
I samband med 50-årsminnet av hans död skapades år 2005 "Heribert Torssons minnes- och kulturprisfond", som årligen utdelar hederspriser till personer och verksamheter inom kulturens och folkbildningens områden.